# サウスエンド＝オン＝シー
 サウスエンド＝オン＝シー（英: Southend-on-Sea）は、イギリスのエセックスにある都市（シティ）。チョークウェル、イーストウッド、リー・オン・シー、ノースシューベリー、プリトルウェル、シューベリーネス、サウスチャーチ、ソープベイおよびウェストクリフ・オン・シーの各町と自治都市 (Borough) をなす。ロンドン中心部から東に64kmほどのテムズ川北岸、テムズ河口地帯に位置する。北でロッチフォードと、西でカッスルポイントと接する。世界最長のレジャーふ頭であるサウスエンドふ頭がある。ロンドン六大空港のひとつであるロンドン・サウスエンド空港は市街の北2マイルに位置している。

## 歴史
もとはプリトルウェル村の「南の端」であったサウスエンドには、ジョージ王朝時代から7マイルの白砂青松と海水浴を求めて多くの観光客が訪れるようになった。鉄道の便がよく、ロンドンにも近いことから経済の大部分は観光に依存し、ロンドンのベッドタウンとして機能してきた。世界最長の2158mをほこるサウスエンドふ頭ではこれまでに幾度となく火災や船舶の衝突事故が─最近では2005年10月に─起ったが、そのたびに修復されてきた。特に1976年の大火では、施設に甚大な被害が出た。
国内の多くの海浜リゾートと同じく、空の便が低廉化した1960年代から休日の目的地としてのサウスエンドは衰退した。以後、町内の主な産業は商業や小売業になり、多くの建物が再開発にともなって解体された。しかし、サウスエンドを訪れる観光客は今でも年間640万人におよび、経済効果は年200億ポンドに上るとみられている。歳入税関庁 (HMRC) はビクトリア街に消費税の中央徴収局を置き、町内の主要な雇用主になっている。エセックス大学のサウスエンド・キャンパスは地域に高等教育を提供するほか、地元経済の浮揚にも貢献している。町内には公園もしくは緑地が80箇所以上、保護区が14箇所ある。テムズ河口一帯は1994年にラムサール条約登録地となった。
市内には2つの鉄道路線に9駅が置かれているが、いずれの路線もロンドン方面に向かう。

## 行政

### 行政区分
サウスエンド＝オン＝シーには1892年に自治市が設置され、エセックス州議会と自治機能を分担するようになった。1913年にリー・オン・シー区を編入した。1914年には特別市が置かれ、州議会の監督下からはずされるとともに自治機構が単一化された。特別市は1933年にもシューベリーネス市街区とロホフォード地方区を編入した。
1974年施行の地方自治法では特別市のままエセックス州の地区となったが、1998年に単一自治体となり、再び単一化された。
2021年10月18日、サウスエンド・ウェスト選挙区選出の庶民院議員で10月15日に殺害されたデイビッド・エイメスを悼んで、サウスエンドにシティ・ステータスが与えられることが発表された。エイメスは長年、サウスエンドにシティ・ステータスが付与されるよう活動していた。2022年1月26日、サウスエンドにシティ・ステータスを与える勅許が下賜され、3月1日にチャールズ皇太子（のちのチャールズ3世）によってサウスエンド市議会に伝達された。

### 市議会

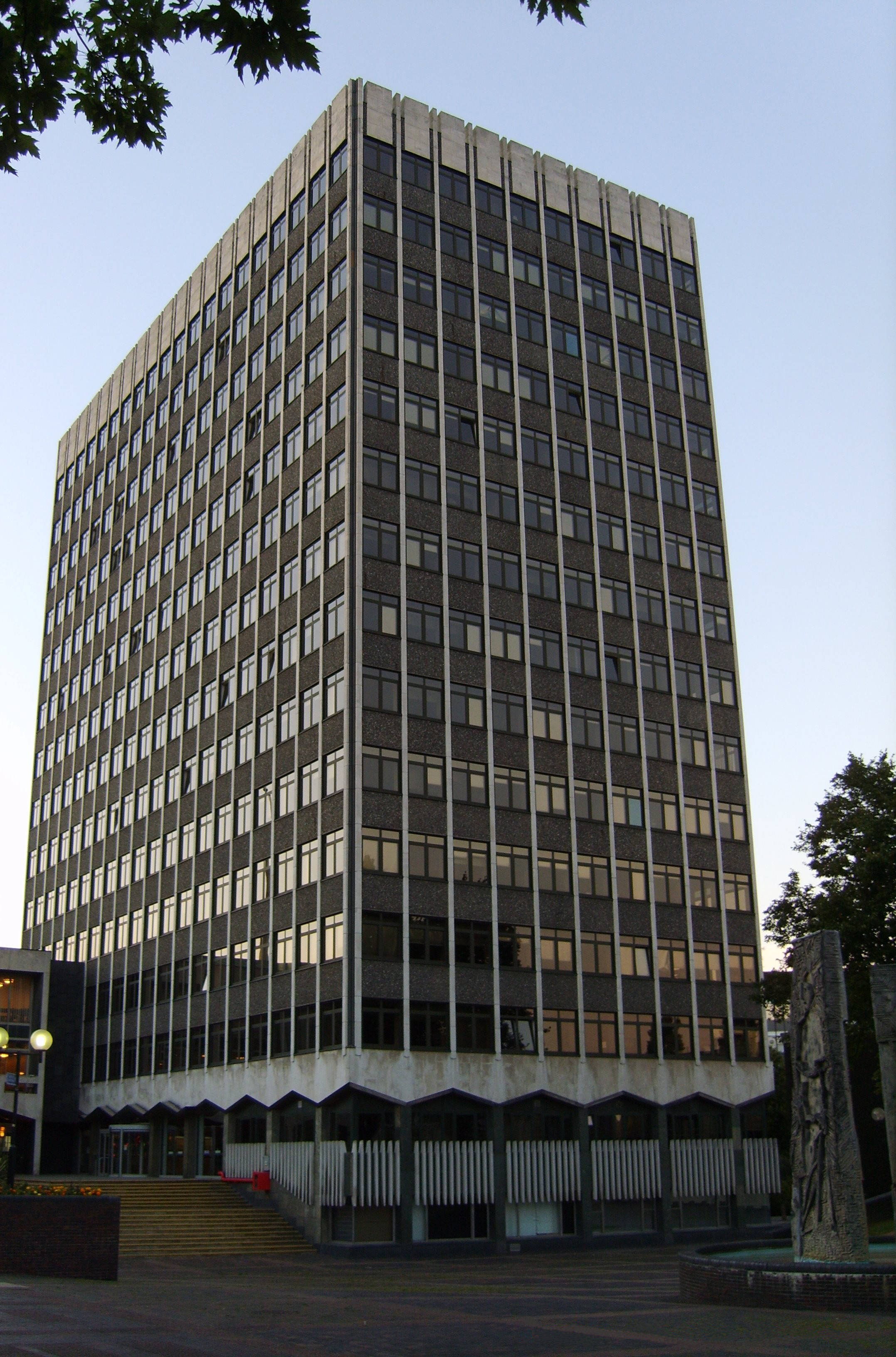
2007年秋のサウスエンド市民センター

市議会の定数は51で、各選挙区から3名ずつ選出される。任期は4年間で、毎年3分の1が改選された後、選挙のない年が一年ある。2024年の選挙結果をうけた議会の党派別勢力を下に示す。
| 党派 | 党派       | 議席数 |
|      | 労働党     | 20     |
|      | 保守党     | 18     |
|      | 無所属     | 7      |
|      | 自由民主党 | 4      |
|      | 緑の党     | 2      |

2024年時点では、労働党を中心とする連立与党が議会の主導権を握っている。日々の決議は10名からなる理事会でなされる。
市章にも描かれている標語 Per Mare Per Ecclesiam は、ラテン語で海のほとり、教会の近くという意味で、プリトルウェルの教会とテムズ川の河口にはさまれたサウスエンドの地勢が表されている。町はポーランドのリゾート地ソポトと姉妹都市関係にあり、加えてアメリカのフロリダ州レイクワースとも三者間の関係を持っている。ソポトには欧州最長の木造ふ頭がある。
監査委員会の2006/07年度報告で、サウスエンド市議会はリバプール、シリー諸島とならび財政管理がもっとも悪い地方自治体のひとつにあげられた。指摘はコンサルタントの登用と、2006/07会計年度に徴収した350万ポンドの使い道に向けられた。

### 国会議員
2024年の総選挙時点で、市内にはサウスエンド・イースト・アンド・ロックフォード選挙区とサウスエンド・ウェスト・アンド・リー選挙区が置かれていた。このうちサウスエンド・イースト・アンド・ロックフォード選挙区では、労働党のバヨ・アラバ候補が得票率38.8%で当選した（投票率57%）。サウスエンド・ウェスト・アンド・リー選挙区でも、労働党のデービッド・バートン＝サンプソン候補が得票率35.6%で当選した（投票率63%）。保守党の牙城であった市内において、労働党の候補が当選したのは1918年以来これが初めてであった。

## 人口統計
サウスエンドはロンドンを除くイギリスで、7番目に人口密度が高い地域である。人口密度は3880人/km²で、全国平均の377人/km²を大きく上回る。15歳以下の割合は2006年の時点で18%で、65歳以上の割合もそれと同程度であった。55歳から64歳の割合は12%である。
コミュニティ・地方自治省が2010年に発表した複合貧困指標で、サウスエンドは州内で最も貧しい地域のひとつであることが明らかとなった。イングランドの全3万2482地区のなかで、市内からはクルサール地区が99位、ミルトン地区が108位、ビクトリア地区が542位、サウスチャーチ地区が995位にランクインし、ほかの5地区もすべて上位10%に入った。ビクトリアとミルトンの両地区は、人口にしめるマイノリティの割合が最も高い。住宅手当を受ける住民の割合は州内で最も高く、生活保護受給者の割合も州内三位である。
セーブ・ザ・チルドレンの2008/09年度データによると、サウスエンドの子どもの貧困率は12%で、隣接するテュロックと同じだが、州のほかの地域の11%よりは高い。

## 経済
下表は、国立統計局が公表するサウスエンド・オン・シーの域内総生産の推移（単位：百万ポンド）である。
| 年   | 域内総生産 | 農業部門 | 工業部門 | サービス業部門 |
| ---- | ---------- | -------- | -------- | -------------- |
| 1995 | 1,373      | 2        | 305      | 1,066          |
| 2000 | 1,821      | 1        | 375      | 1,445          |
| 2003 | 2,083      | -        | 418      | 1,665          |

大手旅行保険会社のインシュアアンドゴーは、2006年に本社をブレイントリーからこの地に移転した。この結果、地域に300人の雇用が創出された。

## 交通

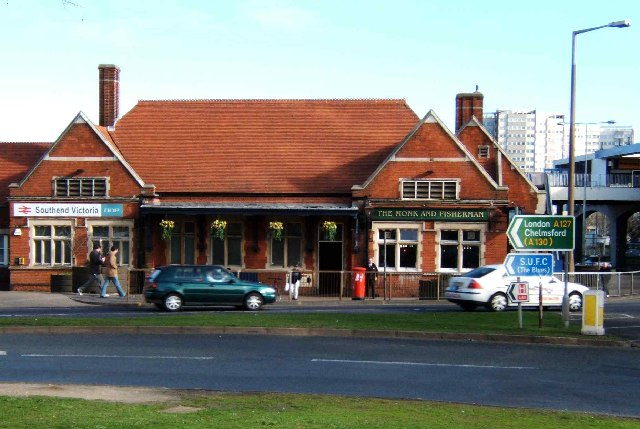
サウスエンド・ビクトリア駅

### 鉄道

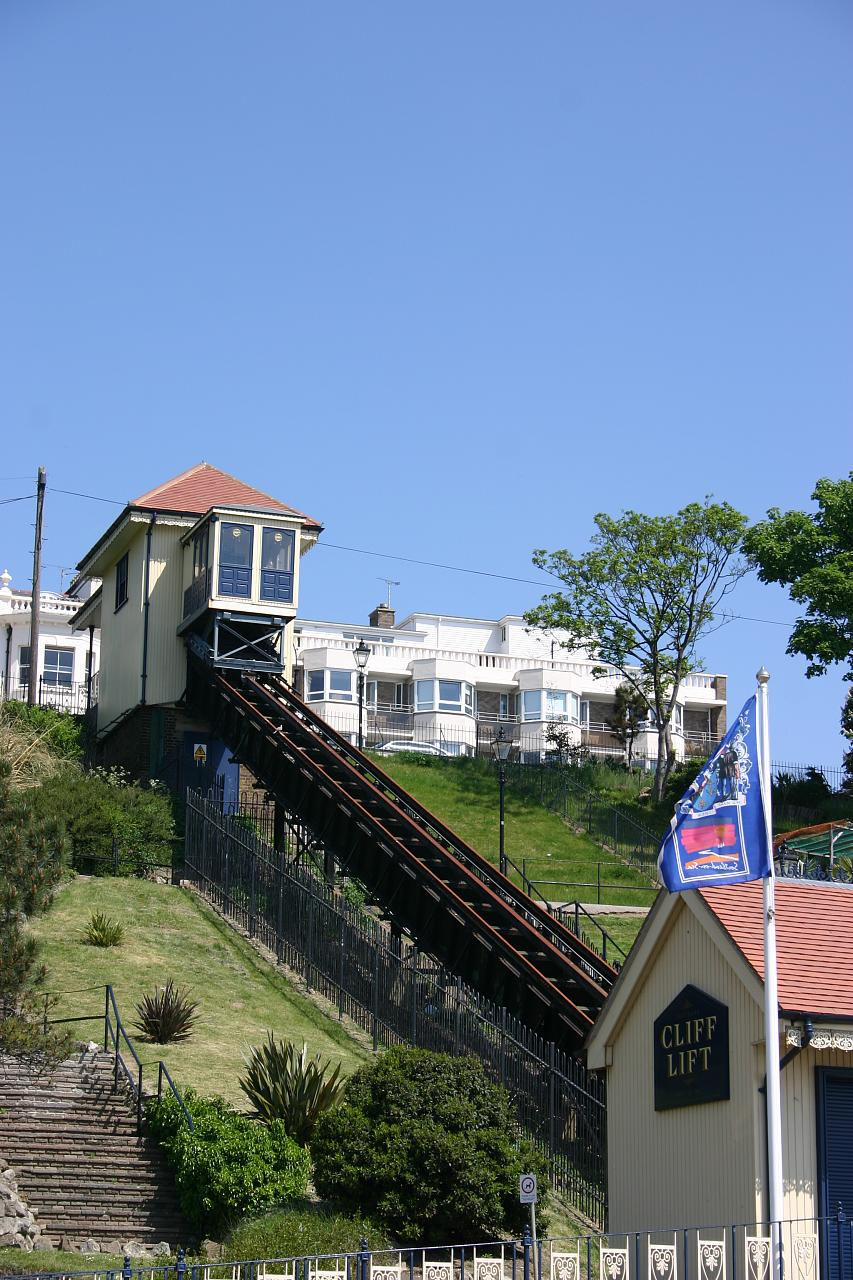
サウスエンド・クリフ鉄道

サウスエンドには二路線が通る。北のはずれのサウスエンド・ビクトリア駅はグレーター・アングリアのグレート・イースタン本線の支線であるリバプール・ストリート線の起点で、プリトルウェル、サウスエンド空港、ロッチフォード、ハックリー、レイリー、ウィックフォード、ビレリケイ、シェンフィールド、ストラトフォードを経てロンドンのリバプール・ストリート駅に至る。
c2cは東のシューベリーネスからソープ・ベイ、サウスエンド・イースト、サウスエンド・セントラル、ベンフリート、バジルドンもしくはティルベリー、バーキング経由でロンドンのフェンチャーチ・ストリート駅に至るロンドン・ティルベリー・アンド・サウスエンド鉄道を運行する。これに加え、平日の夕方にはサウスエンド・セントラル始発、リバプール・ストリート行の便が二便ある。
1910年から1939年まで、サウスエンドとシューベリーネスにはロンドン地下鉄のディストリクト線が通っていた。
主要幹線のほかにも、サウスエンドには小規模な鉄道が2路線ある。サウスエンドふ頭に沿って延びるサウスエンド・ピア鉄道と、海沿いの遊歩道と崖の上を結ぶサウスエンド・クリフ鉄道である。

### 道路
バジルトンとロンフォードを経由してA127号線が、ティルベリー経由でA13号線がサウスエンドとロンドンを結んでいる。この二本とも主要幹線道であるが、市内に入ると前者は二車線に、後者は一車線になる。また、二本ともロンドンの手前でM25モーターウェイに合流する。

### バス
地域の公共交通は主に二つのバス事業者、アライバ・サウスエンド（旧サウスエンド運輸公社）とファースト・エセックス・バス（旧NBC/テムズウェイ）が担っている。小規模な事業者にはスティーブンソンズ・オブ・エセックスとリーガル・バスウェイズがある。

### ロンドン・サウスエンド空港

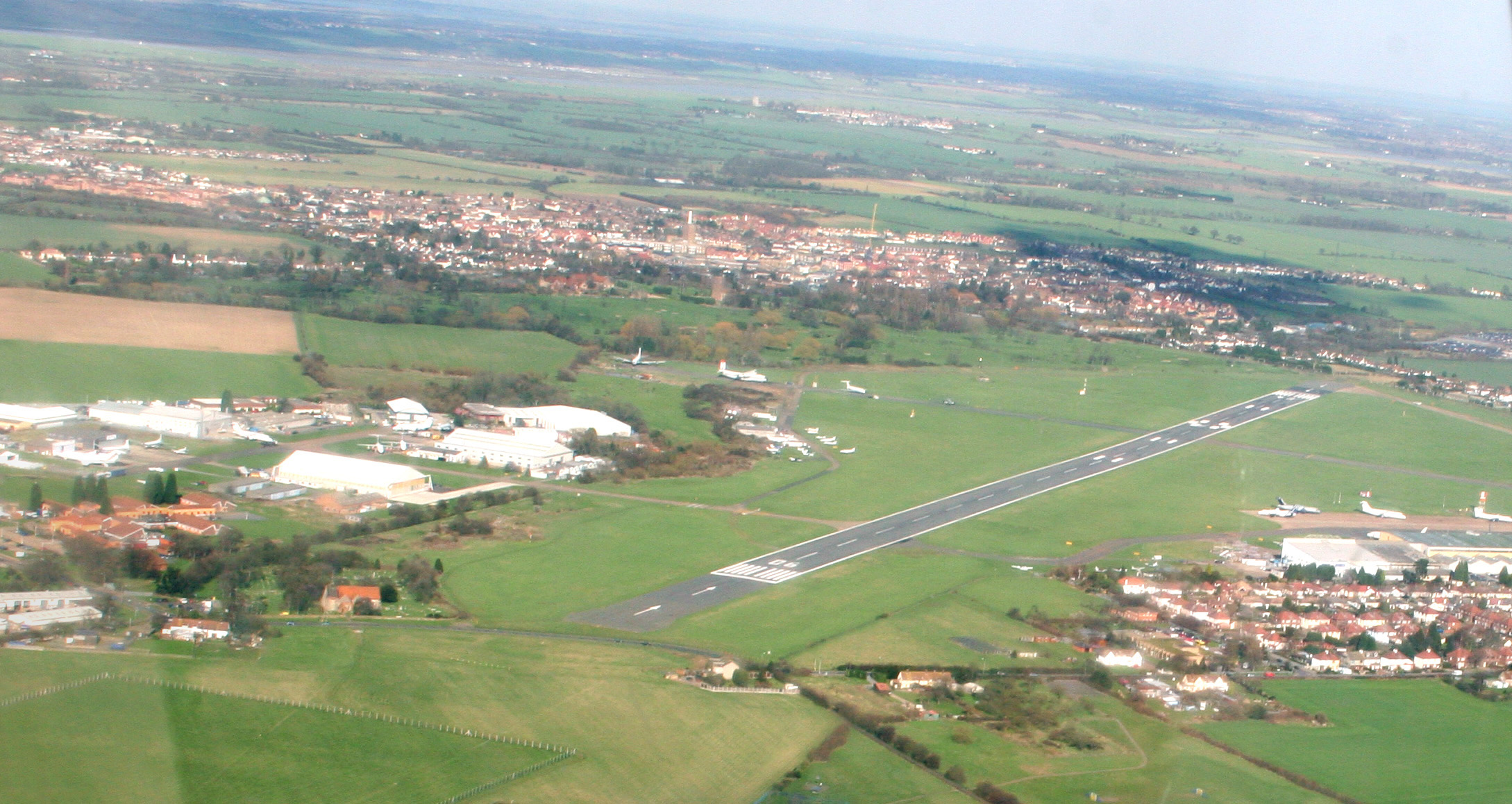
再開発前のサウスエンド空港

ロッチフォードの軍飛行場に開発され、1935年に民間空港として開港したロンドン・サウスエンド空港は、欧州各地の定期便の発着のほか、航空機の整備やパイロットの養成に使用されている。2011年から航空管制塔や新駅、新駅に近い新ターミナルの建設、滑走路の300メートル延長を含む開発が始まった。

## 教育

### 中等学校
2004年の時点でサウスエンドはグラマースクール制を保っており、サウスエンド高等男子校、サウスエンド高等女学校、ウェストクリフ高等男子校、ウェストクリフ高等女学校の四校が置かれている。さらにカトリック教会系の非共学校が二校（セント・バーナーズ高等女学校とセント・トマス・モア高等男子校）ある。この二校でもグラマースクールと同じ試験が課される。共学校にはベルフェアーズ高校、セシル・ジョーンズ校、チェイス高校（旧プリトルウェル高校）、フューチャーズ・コミュニティ校（旧ソープ・ベイ高校）、シューベリーネス高校、イーストウッド・アカデミーが挙げられる。

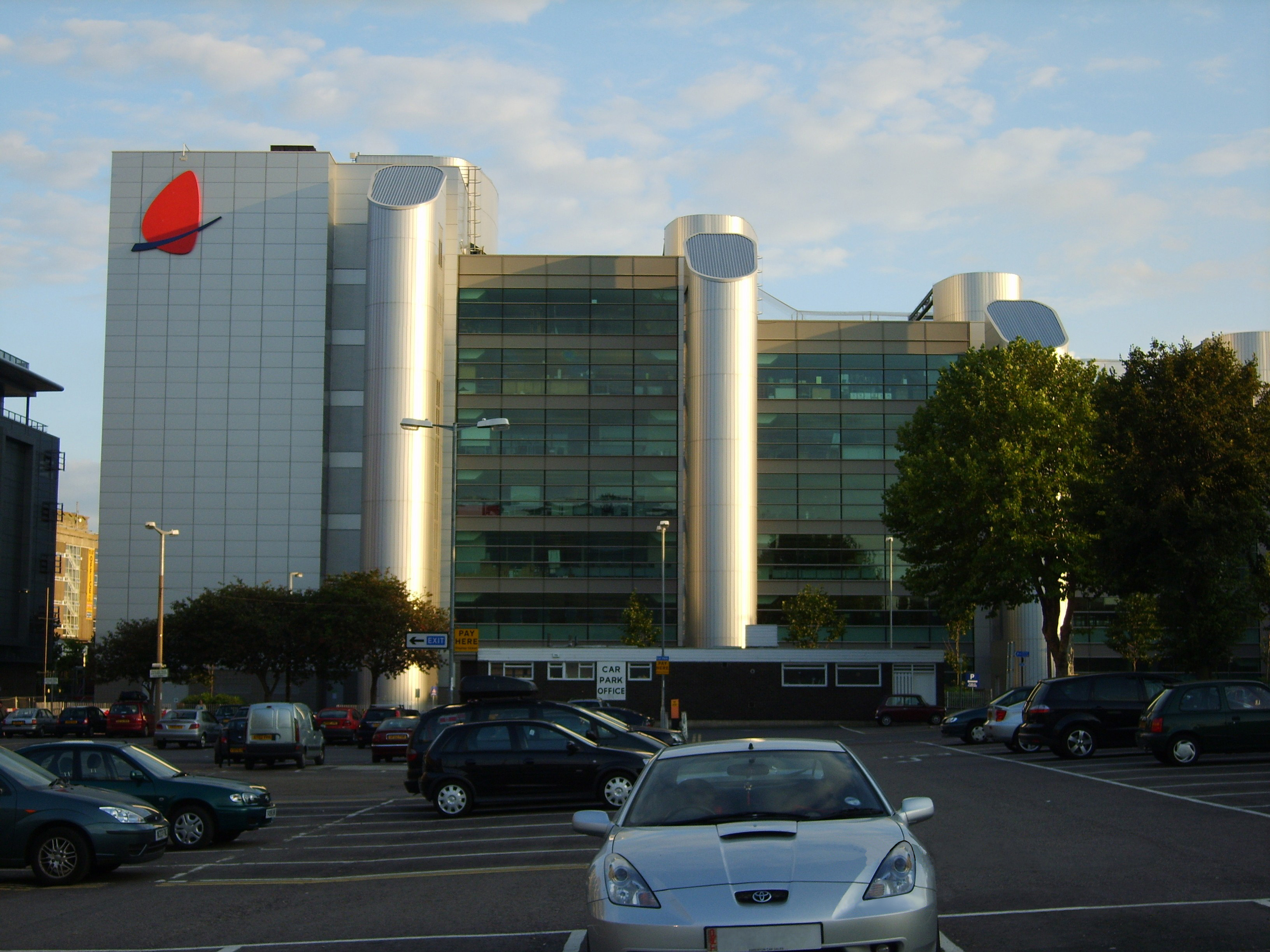
サウス・エセックス校

### 高等・継続教育
多くの中等学校が継続教育を行っているが、最大の学校は中心市街に新築の校舎を構えるサウス・エセックス校である。かつてはサウス・イースト・エセックス校といったが、2010年1月にテュロック、バジルトンの私立中等学校と統合して現在の校名になった。エセックス大学の入学許可が出る30の学位コースを提供するほか、週末や夜間のコースもある。

## スポーツ
ポール・ステュロックがマネージャーのサウスエンド・ユナイテッドと、エセックス・シニア・リーグでプレイするサウスエンド・マイナーの二つのサッカークラブがある。前者は2006-07シーズンを下から三番目の成績で終えたため、フットボールリーグ・チャンピオンシップからフットボールリーグ1に降格した。さらに2009-10シーズンは23位で終えたため、再び降格して現在は国内四部のフットボールリーグ2に所属している。
ラグビークラブにはナショナル・リーグ2サウス所属のサウスエンドRFCとウェストクリフRFCがある。1シーズンに一週間だけ、エセックス州クリケット・クラブがこの地で活動する。
サウスエンド・オン・シー陸上クラブはサウスエンド・レジャー・テニス・センターを本拠地としている。この施設ではすべてのトラック&フィールド種目ができる。

## 観光・文化

### 名所

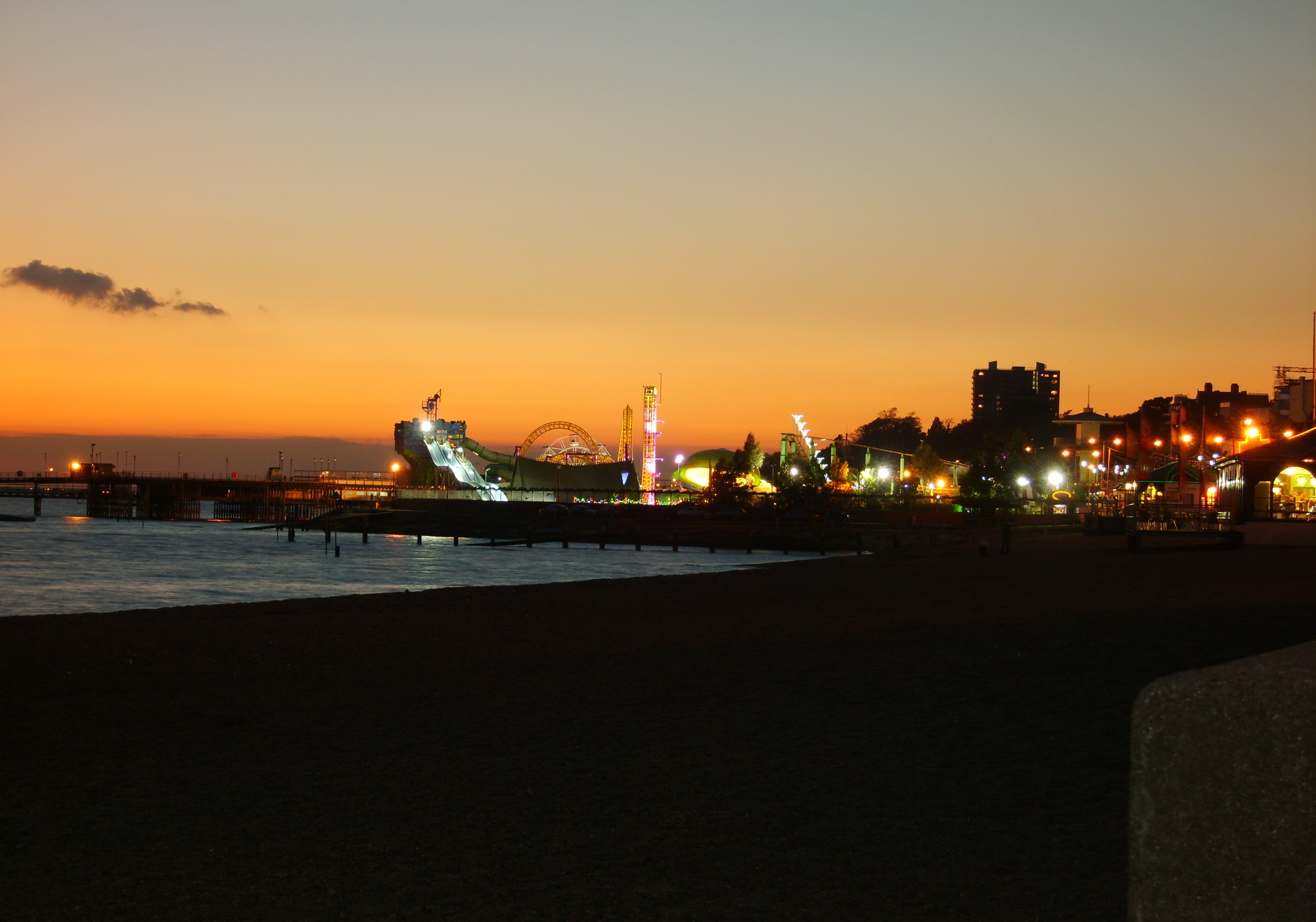
アドベンチャー・アイランドから見たサウスエンドに沈む夕日

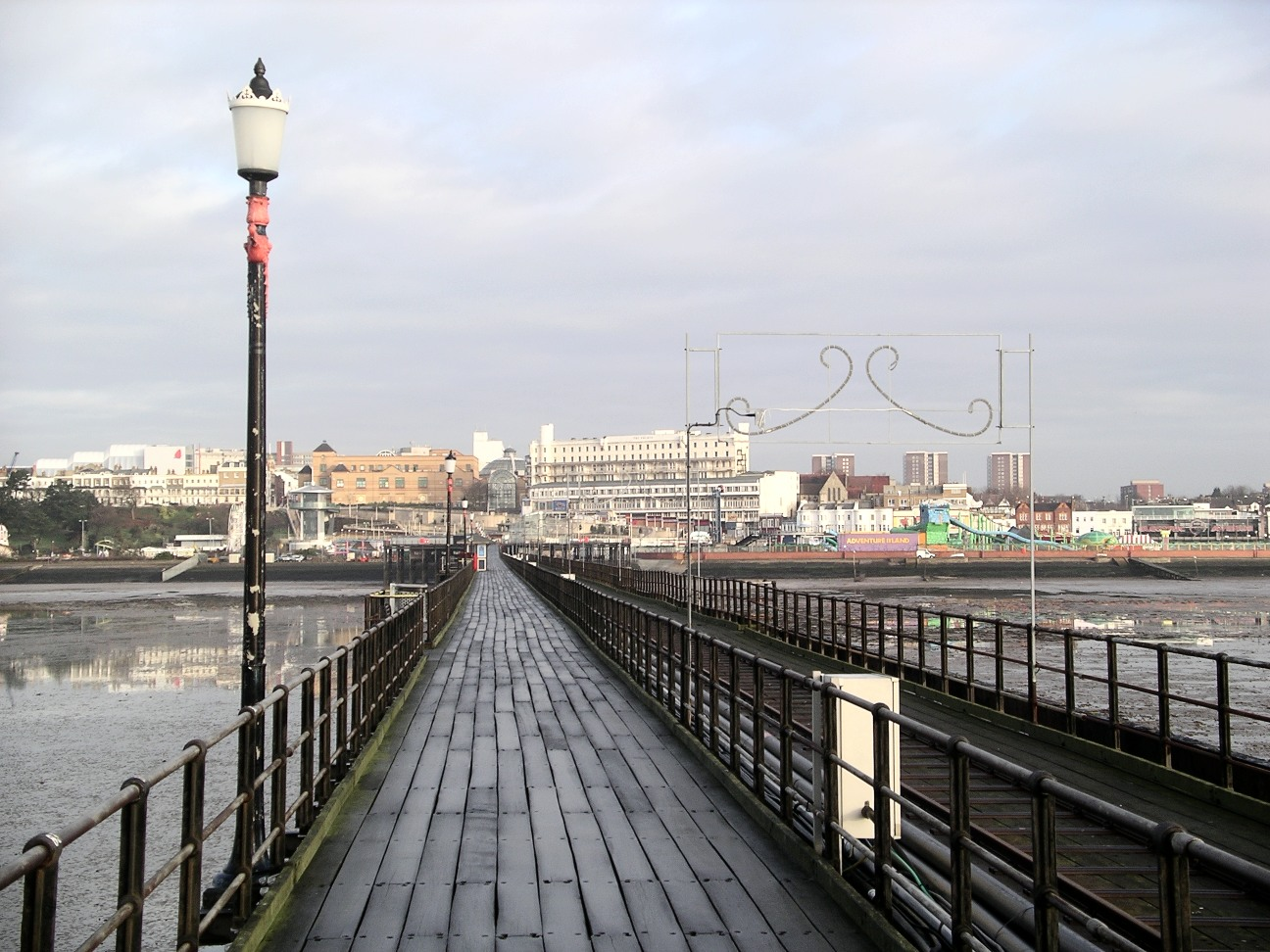
1マイル先のふ頭から見た市街

サウスエンドは臨海地区が知られる。1830年につくられたレジャーふ頭は、世界最長の1.33マイルもある。1890年に開通した電車に代わって、ディーゼル機関車が1986年からふ頭を往来している。これまでに何度か火事が発生しており、最近では1995年と2005年10月に被害が出た。1984年にはボートがふ頭に衝突している。
クルサールは20世紀初頭に開園した歴史あるテーマパークだったが、1970年代に閉園し、跡地はほとんどが住宅地に再開発された。そのエントランス・ホールは現在、メガボールのボウリング場とカジノになっている。ふ頭の入り口には、かつて「ピーター・パンの遊技場」として知られたアミューズメント・パークがある。アドベンチャー・アイランドと改称してから規模・人気ともに上昇し、今では50以上のアトラクションを擁するまでになった。アドベンチャー・アイランドを所有するのは、ほかにも臨海地区に「シー・ライフ・アドベンチャー」水族館を所有するミラー家である。
ネバー・ネバー・ランドとビクトリア様式の音楽堂を含めた崖の庭園は、2003年のがけ崩れまで一つの名所であった。議会は音楽堂の再建を欲しているが、それには用地を見つけなければならない。
ハイ街と臨海地区、それにふ頭とは昇降機が連絡している。そこから数百メートル離れて、サウスエンド・クリフ鉄道のケーブルカーがある。
ピア・ヒルでは地元のアーティストらが手すりを常設の展覧会場にしている。
夏にはロンドンからサウスエンドまでの海沿いを、クラシックカーが走るイベントがある。
エース・カフェが主催するサウスエンド・シェイクダウンは、オートバイやスクーターが目玉の毎年恒例のイベントである。サウスエンドにはこのほかグレート・ロンドン・ライドアウトなどのイベントで、年じゅうスクーターが走り回っている。

### ショッピング
毎月第二・第四土曜日にファーマーズ・マーケットが開かれる。リー・コミュニティ・センターやクルサール、レールウェイ・ホテルではワインの物産展や市が立つ。レコード市もよく、リー・オン・シーのロナルド・ヒル通りで立っている。

### イベント
航空ショー（2009年度は「フェスティバル・オブ・ザ・エア」と呼ばれた）が毎年5月に行われる。1986年に始まった─第一回の目玉はコンコルドのパレード飛行だった─このショーは、入場無料のものとしてはヨーロッパ最大級で、ハイスピードの軍用ジェット機の展示やアクロバティック飛行が行われる。イギリス軍のパラシュート部隊（ファルコンズ）や曲芸飛行隊（レッドアローズ）も毎年参加している。
8月にはイルミネーションに照らされた「ゴールデン・マイル」でカーニバルが開かれる。
2009年から、サウスエンド・オン・シー映画祭がザ・ホワイト・バスの主催で始まった。夜のオープニング・パーティーにはレイ・ウィンストンが2010年度、2011年度と連続して出席し、映画祭のパトロンになっている。
映画祭では世界の映画、自主映画、ドキュメンタリー映画、子ども向け映画、人気のクラシック映画、イギリスのフィルム・ノワールがひっくるめて上映される。会場はパレス・シアター、パーク・イン・パレス・ホテル、サウスエンド中央博物館、プラネタリウムで、春の5日以上開かれる。音楽演奏などの付随イベントもサウスエンド各所で行われる。
夏にオールド・リーで開かれるリー・フォーク・フェスティバルでは、海のそばがライブ会場となる。
オールド・リーでは地元の漁師らがリー・オン・シー・フィッシング・フェスティバルを開く。港の見学と地元の味覚をたのしむ好機である。
オールド・リー・レガッタは売店、ダンス、地元の食、音楽、それに水上アクティビティが融合したファミリー向けのイベントである。

### 美術館・博物館
ステーション街のビークロフト・アート・ギャラリーにはジョン・コンスタブルの作品などが所蔵されている。
ビクトリア街にあるサウスエンド中央博物館の呼び物は、エッコ社のラジオである。エッコ社（Ekco, E・K・コール株式会社の略）はサウスエンドに拠点を置いていた、1930年代イギリス最大手のラジオメーカーである。
1997年から、リー・ブロードウェイとオールド・リーの各所で地元のアーティストが作品を展示するリー・アート・トレイルが毎年行われている。2008年にはこれにならって、ウェストクリフでも店やカフェ、バーに作品を展示するウェストクリフ・アート・トレイルが始まった。

### 劇場
三箇所の劇場がある。クリフス・パビリオンでは、コンサートや氷上パフォーマンスも行える。最も新しいニュー・エンパイア・シアターは、ほかの二箇所と違い民営で、アマチュア団体の使用が多い。建物は1896年築のABC映画館を改装したものである。パレス・シアターは、1912年築のエドワード様式の建物である。プロの劇団やレパートリー劇団、コメディアンが登壇する。二つのサークルが活動し、イギリスで最も高価な熊手がある。劇場の一部はかつて、ディクソン・スタジオという小劇場であった。

### 音楽
ロイヤル・ホテルとザ・サンルームズを拠点に活動したジャンク・クラブが、いわゆるサウスエンド・シーンのさきがけである。クラブの常連にはNMEやローリング・ストーン、ボーグがいた。プロコル・ハルム、エディ・アンド・ザ・ホット・ロッズ、ザ・バイオレッツ、ニルス・チルドレン、バステッドなどのバンドもサウスエンド・シーンとゆかりがある。市内のチネリーズとクリフス・パビリオンは、数多くのアーティストの出演を取り持ってきた。1991年にはザ・サンルームズに、レゲエ、ファンク、エレクトロニカ、アンダーグラウンド・ダンス・ミュージックに特化した小ホールが開場した。幅広いグループが出演するライブパブのレールウェイ・ホテルは、サウスエンドふ頭フェスティバルを主催している。
その他、サウスエンド出身のバンドないしミュージシャンにエラープレインズ、ダニエル・ダックス、ザ・ホラーズ、クルサール・フライヤーズ、ジーズ・ニュー・ピューリタンズ、イプソ・ファクト、スクルービアス・ピップなどがいる。

### ラジオ
1981年、エセックス・ラジオがクリフタウン街にあるスタジオから放送を開始した。同局は2004年にエセックスFMと改称したが、現在はチェルムズフォードに移転し、名称もハート・エセックスに変更されている。
2008年3月28日には、アドベンチャー・アイランドのそばにサウスエンド・ラジオが開局した。

### 宗教
市内にはさまざまな宗派のキリスト教の教会がある。シナゴーグはウェストクリフに正統派、チョークウェルに改革派のあわせて二軒ある。ムスリムのためのモスクも三軒置かれているが、うち一つはバングラデシュ系で、説教はベンガル語と英語、それにアラビア語でなされる。そのほかの二軒はいずれもパキスタン系で、ウルドゥー語とアラビア語、もしくは英語とアラビア語が使われる。

### ヨーク街マーケット
歴史的に有名な市場の取り壊しが2010年4月23日、地元住民の活性化に向けた取り組みもむなしく断行された。跡地は駐車場にされる予定である。その代わりの市が毎週金曜日に開かれる。

## ゆかりの人物
- ナタリー・エマニュエル - 女優
- キャメロン・カーター＝ヴィッカース - サッカー選手
- ブライアン・ギブソン - 映画監督
- バリー・クーパー - 作曲家、音楽学者
- ピーター・クック - 建築家
- アレックス・ハッセル - 俳優
- ジョン・ハットン - 政治家
- ララ・パルヴァー - 女優
- パワー・ビッグス - オルガニスト
- ジョン・ファウルズ - 小説家
- ケヴィン・ボウヤー - オルガニスト
- ジョン・ロイド - テニス選手